# Salisnytschne (Bolhrad)
Salisnytschne (ukrainisch Залізничне; russisch Зализничное Salisnitschnoje, rumänisch Bulgărica) ist ein im Budschak gelegenes Dorf in der ukrainischen Oblast Odessa mit etwa 3500 Einwohnern (2001).

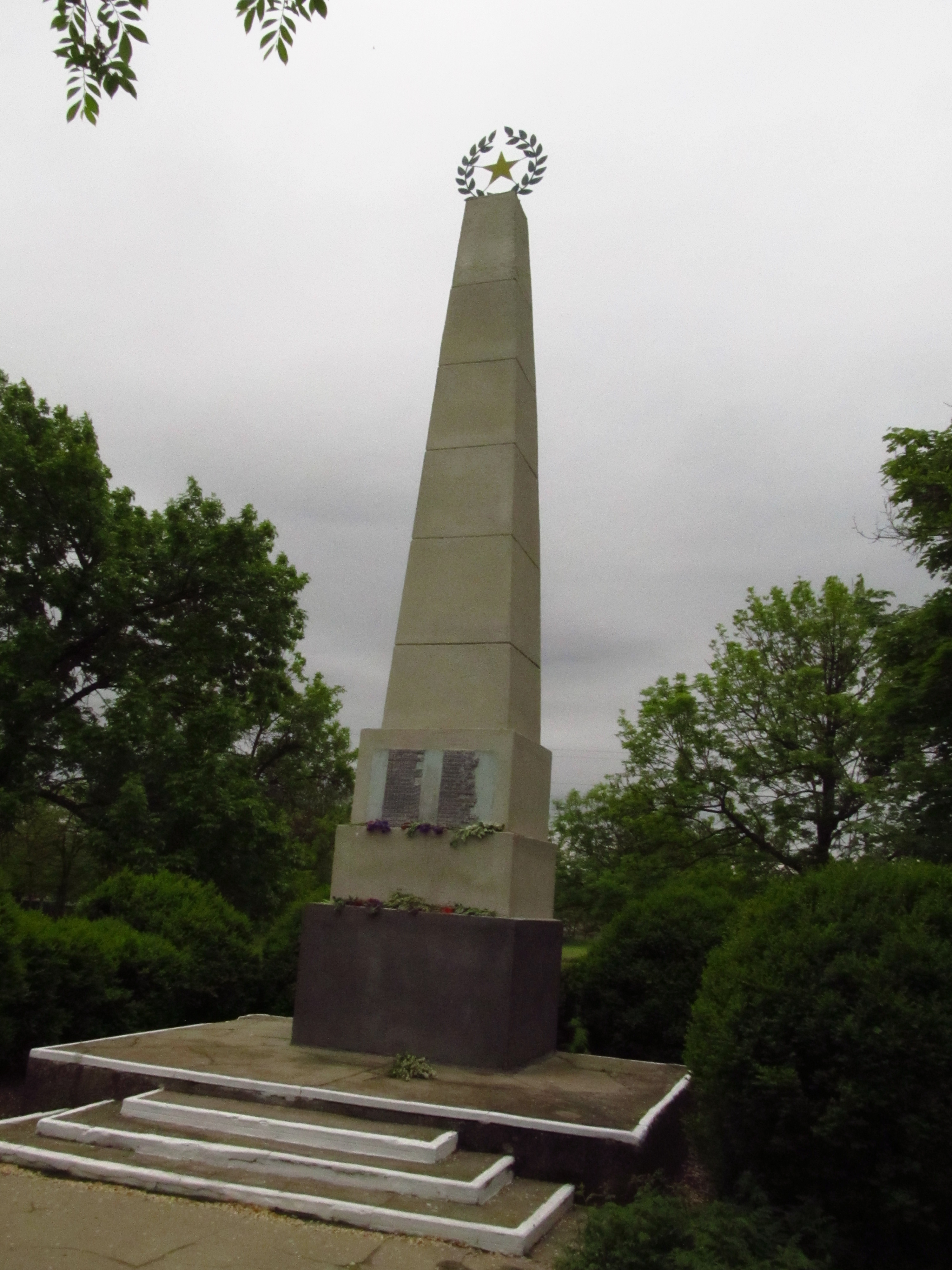
Denkmal für gefallene Soldaten

Das Dorf liegt nahe einem Eisenbahn-Grenzübergang (Bahnstrecke Bender–Galați) an der moldauisch-ukrainischen Grenze 9 km nördlich vom Rajonzentrum Bolhrad und etwa 215 km südwestlich vom Oblastzentrum Odessa. Durch das Dorf verläuft die Territorialstraße T–16–08.

## Geschichte
Das Dorf wurde 1861 im Gebiet um Cahul, Bolgrad und Ismail des Fürstentum Moldau unter dem Namen Bulgărica gegründet.
Nach dem Russisch-Osmanischen Krieg von 1878 kam das Dorf an das Gouvernement Bessarabien des Russischen Kaiserreiches. Im Zuge der Oktoberrevolution verlor Russland Bessarabien, dass sich zur 1917 Demokratischen Moldauischen Republik erklärte und im gleichen Jahr freiwillig an das Königreich Rumänien anschloss. Nach der Besetzung Bessarabiens 1940 durch die Sowjetunion lag die Ortschaft im Rajon Bolhrad der Oblast Akkerman (ab dem 7. August 1940 Oblast Ismajil) in der Ukrainischen SSR. Zu Beginn des Deutsch-Sowjetischen Krieges kam das Dorf 1941 erneut an Rumänien. Nachdem die Rote Armee Bessarabien 1944 zurückerobert hatte, lag die Ortschaft wieder in der ukrainischen Oblast Ismajil, die 1954 in der Oblast Odessa aufging. Am 14. November 1945 erhielt die Ortschaft, welche bis dahin den ukrainischen Namen Bolharijka (Болгарійка) trug, ihren heutigen Namen, 1991 wurde Salisnytschne Teil der unabhängigen Ukraine.

## Verwaltungsgliederung
Am 12. Juni 2020 wurde das Dorf ein Teil der Stadtgemeinde Bolhrad; bis dahin bildete es die Landratsgemeinde Salisnytschne (Залізничненська сільська рада/Salisnytschnenska silska rada) im Westen des Rajons Bolhrad.